# Aeropuerto Municipal Brown Field
Brown Field Municipal Airport o en español como el Aeropuerto Municipal Brown Field (IATA: SDM, OACI: KSDM, FAA LID: SDM) está localizado en 13 millas (20,9 km) al sureste de San Diego, California y nombrado en honor del Comandante de la Armada de los Estados Unidos Melville S. Brown, tras haber muerto en un accidente aéreo en 1936.  Sus códigos Código de aeropuertos de IATA/FAA SDM probablemente viene de "San Diego Municipal". Anteriormente era una Estación Aérea Auxiliar de la Naval (NAAS),ahora es un puerto de entrada de México.  A menudo es usado por el Servicio de Aduanas de los Estados Unidos, pero solo a disposición o pedido de pilotos a la FAA.
Fue abierto en 1918 como East Field, después en NAAS Otay Mesay luego en NAAS Brown Field, ambos en 1943.  Fue usado por última vez por la Armada en 1962, antes de ser usado en aviación general.  Su pista principal tiene una longitud de 7972 pies (2429,9 m).

## Accidentes
- 16 de marzo de 1991, siete miembros de la banda Reba McEntire y su gerente fueron las 10 personas que murieron en un accidente de un avión que salió de Brown Field. La nave impactó los terrenos de Otay Mountain al noreste del aeropuerto.[1]